# Great Torrington
Great Torrington è un paese della contea del Devon, in Inghilterra. Alcune parti sono situate su un'altura con ripidi pendii che scendono fino al fiume Torridge sottostante, con le parti più basse della città soggette a occasionali inondazioni. Torrington si trova al centro del Tarka Country, un paesaggio catturato da Henry Williamson nel suo romanzo Tarka the Otter nel 1927. Great Torrington ha una delle comunità di volontariato più attive nel Regno Unito.
Nel luglio 2019, Great Torrington è stato segnalato come il posto più salubre in cui vivere in Gran Bretagna. I ricercatori dell’Università di Liverpool hanno scoperto che l’area presentava bassi livelli di inquinamento, un buon accesso agli spazi verdi e ai servizi sanitari, insieme a pochi punti vendita al dettaglio.

## Storia
C'erano castelli e fortezze dell'età del ferro e medievali a Torrington, situati sulla Castel Hill.
Great Torrington ebbe un significato strategico nella guerra civile inglese. Nella battaglia di Torrington (1646), i parlamentari, guidati da Sir Thomas Fairfax, irruppero nella città e sconfissero le forze di Lord Hopton. Ciò segnò la fine della resistenza realista nel West Country. Oggi la città è riconosciuta come un importante centro storico per la storia del XVII secolo e spesso si vedono i suoi abitanti vestiti in costume in occasione di rievocazioni storiche, sagre e celebrazioni. Un'esperienza interattiva sulla guerra civile, "Torrington 1646", sottolinea il ruolo storicamente importante della città. La prigione di Torrington non era abbastanza grande per più di un uomo, quindi i realisti tenevano tutti i prigionieri parlamentari nella chiesa. Poi 70 barili di polvere da sparo esplosero e uccisero tutti coloro che erano tenuti prigionieri e molti dei loro rapitori. Il Grande Municipio di Torrington fu completato nel 1861.

### Ferrovia
La diramazione da Barnstaple a Bideford fu estesa a Great Torrington nel luglio 1872 dalla London and South Western Railway, che costruì una stazione ferroviaria e un deposito di locomotive nella città. La stazione è sempre stata chiamata "Torrington", non "Great Torrington".
Il deposito delle locomotive fu chiuso nel 1959 e la linea fu chiusa al traffico passeggeri nell'ambito dei tagli di Beeching. È stata chiusa al traffico merci nel 1984. Nel sito della vecchia stazione c'è ancora nel 2015 un pub chiamato The Puffing Billy. Rimangono alcuni piccoli tratti di tracciato, ma la maggior parte è stata rimossa e sostituita con un percorso combinato pedonale e ciclabile come parte del sentiero Tarka. Il sentiero Tarka continua fino a Bideford, Barnstaple e poi a Braunton in una direzione, e a Meeth nell'altra, percorrendo 32 miglia (51 km) di percorso privo di traffico.

## Discesa del maniero
Il maniero di Great Torrington fu concesso dalla regina Maria I d'Inghilterra a James Basset (1526–1558), parlamentare del Regno Unito, figlio minore di Sir John Bassett (1462 – 31 gennaio 1529) di Umberleigh. Il figlio di James, Philip Bassett, lo vendette a Sir John Fortescue (c. 1531–1607) di Ponsbourne,  vicino a Hatfield, Hertfordshire, il figlio maggiore di Sir Adrian Fortescue (1476–1539), discendente da Richard Fortescue, fratello minore di Henry Fortescue (att. 1426), presidente della Corte Suprema in Irlanda e di Sir John Fortescue (ca. 1394–1480), presidente della Corte Suprema di Inghilterra e Galles.  Denys Rolle (1614–1638) della vicina Stevenstone nella parrocchia di Saint Giles nel bosco, acquisì la signoria del maniero di Great Torrington dal suo discendente Sir William Fortescue.  Denys Rolle (1614–1638) fondò la Bluecoat School a Torrington. La fontana e l'orologio nella piazza furono donati nel 1870 da Mark Rolle (1835–1907)  Numerosi ritratti di famiglia furono donati al città dagli eredi di Mark Rolle, alcuni dei quali rimangono esposti nel municipio di Great Torrington, alcuni dei più preziosi sono stati venduti, tra cui un ritratto di John Rolle Walter (c.1714–1779) di Pompeo Batoni.

## Torrington Common
Torrington Common è un'area di terreno comune che circonda la città su tutto tranne il lato orientale. Il comune è amministrato da un organismo chiamato "The Commons Conservators". Il Common copre 365 acri (148 ettari) e ha oltre 20 miglia (32 chilometri) di diritto di passaggio pubblico. Il paesaggio presenta una varietà di habitat, flora e fauna.

### Storia del comune
Un' "area desolata chiamata Common" fu donata alla città nel 1194 dal barone feudale di Great Torrington. Nel 1889, i diritti su questa terra furono trasferiti con un atto del parlamento ad un "Comitato dei conservatori" eletto. Il disegno di legge è stato oggetto di un sondaggio locale, come dimostra il documento ora presso il Devon Record Office:
(Ignoto inglese)
La Rolle Estate era la più grande proprietà terriera del Devon, essendo stata costruita dalla famiglia Rolle di Stevenstone. Dal 2 ottobre 1889 i Conservatori si riuniscono regolarmente per adempiere al loro mandato di gestione del territorio. Le prime attività riguardavano principalmente il controllo del pascolo e dell'estrazione del comune, ma dal 1980 il pascolo è cessato e al suo posto sono subentrate varie tecniche per evitare che il comune ritorni a macchia e bosco. C'è stato uno sviluppo edilizio sui beni comuni a cui alcuni locali si oppongono.

### Caratteristiche del comune
- Taddiport Bridge e Rothern Bridge: prima dell'apertura del Town Mills Bridge, questi erano gli unici attraversamenti locali del fiume Torridge.
- Rolle Road: questo è il sito del canale Rolle, aperto nel 1827 per facilitare il trasporto di argilla, calce e altri prodotti tra le barche sul fiume di marea a Landcross e le fornaci da calce, le cave di argilla e le fattorie intorno a Torrington. Attraversava un terreno comune, ma fu chiuso nel 1871. Successivamente fu riempito per creare una strada a pedaggio attraverso il Comune.
- Monumento a Waterloo: un obelisco di pietra eretto nel 1818 dalle "signore di Great Torrington" per commemorare la battaglia di Waterloo.

## Attrazioni per i visitatori
Le attrazioni di Great Torrington includono:
- Dartington Crystal, fabbrica, centro visitatori, vetreria e ristorante di Dartington Crystal - il più grande datore di lavoro della città e l'unica grande fabbrica di vetro funzionante nel Regno Unito[12]
- Rosemoor Garden, una raccolta di giardini, boschi e parchi di proprietà della Royal Horticultural Society
- Il mercato vittoriano di Torrington Pannier con tetto in vetro, restaurato nel 1999
- Great Torrington Heritage Museum, situato vicino al Pannier Market
- St Michael and All Angels, una chiesa parrocchiale della Chiesa anglicana il cui sagrato comprende un tumulo che si dice contenga i resti di 60 prigionieri realisti della Guerra Civile
- Il Plough Arts Center, un piccolo teatro, cinema e galleria
- Great Torrington ha anche una selezione di pub che vendono cibo e una selezione di birre. Questi includono The Torridge Inn, The Black Horse, Torrington Arms, Cavalier, Globe e Royal Exchange. Torrington aveva un piccolo birrificio chiamato Clearwater Brewery con i suoi marchi "Cavalier" e "1646".[13]

## Occupazione
Torrington è stata a lungo una città industriale. Nel XIX secolo era un centro dell'industria dei guanti. Il principale datore di lavoro oggi è Dartington Crystal, ma anche i negozi del centro città forniscono una fonte di lavoro. La maggior parte dei negozi sono di proprietà locale; tuttavia, ci sono filiali di The Co-operative Food, Lidl, Spar e Lloyds Pharmacy. Negli ultimi anni grandi fabbriche hanno abbandonato la città, inclusa la fabbrica di carne dopo un incendio, e la fabbrica di latte, anch'essa incendiata, ha spostato la sua produzione altrove. Anche varie case di cura riconvertite e costruite appositamente nella città forniscono un'importante fonte di occupazione.
Nel 2006, Tesco ha cercato di aprire un negozio di 2.800 m 2 in città; tuttavia, molti locali si opposero e la domanda di costruzione fu respinta.

## Sport e cultura
La radio locale è fornita da The Voice, una stazione con sede nella vicina Barnstaple che trasmette in tutto il North Devon in FM e DAB. La maggior parte dei contenuti della stazione sono prodotti localmente.
La stazione radio regionale Heart West può essere ricevuta in città in FM e DAB. La stazione fa parte della rete Heart e trasmette in tutto il sud-ovest dell'Inghilterra. La maggior parte degli spettacoli trasmessi sono spettacoli nazionali degli studi Heart London, piuttosto che quelli specifici per regione. I contenuti specifici della regione includono lo spettacolo Drivetime nei giorni feriali prodotto a Bristol e la pubblicità locale.
Il giornale locale è il North Devon Journal, anch'esso con sede a Barnstaple. Il Western Morning News è un giornale regionale ampiamente disponibile. La maggior parte delle famiglie riceve una copia della North Devon Gazette ogni settimana. The Crier è la newsletter e il diario della comunità consegnato gratuitamente alla maggior parte delle famiglie della città e dell'area circostante per dieci mesi all'anno.
Le squadre di calcio di Torrington sono Torrington FC e Torridgeside AFC. Ci sono anche squadre di rugby, netball, tennis e nuoto. Il campo da golf a nove buche di Torrington si trova a 2 km a nord-ovest del centro della città. Il Great Torrington Bowling Club, fondato nel 1645, è il terzo club di bowling più antico d'Inghilterra.
Great Torrington è gemellata con la città portuale francese di Roscoff,  situata nel nord della Bretagna. Roscoff è servita dal servizio Brittany Ferries da Plymouth ed è una destinazione popolare per le gite scolastiche della zona.

## Trasporti
Torrington è servita da 43 servizi di autobus locali gestiti principalmente da Stagecoach South West. Alcuni operano solo in una direzione e alcuni sono solo servizi settimanali.
Il Belle Vue Airfield è un aeroporto a pista singola a circa 2,5 miglia a nord-est di Great Torrington nel North Devon, in Inghilterra. È riservato all'aviazione privata, opera con orari di volo limitati ed è frequentato da club di ultraleggeri e di deltaplano. La pista di 580 metri (1.902 piedi) è in erba.
L'aeroporto di Exeter, a 56 km di distanza, opera voli di linea dall'aeroporto di Shannon, dall'Irlanda e dalle Isole del Canale.
Il porto dei traghetti più vicino è Plymouth a 40 miglia (64 km) di distanza, dove Brittany Ferries offre un servizio regolare da Roscoff in Bretagna. C'è un servizio di traghetti solo in estate con sede nel porto di Bideford (a 7 miglia di distanza) da e per Lundy Island.
Torrington non ha servizi ferroviari diretti; Umberleigh (8 miglia di distanza) è servita dalla Tarka Line da Exeter St David's. Sono disponibili collegamenti in autobus da e per la stazione di Barnstaple (11 miglia di distanza).